# Шелби (окръг, Кентъки)
Окръг Шелби (на английски: Shelby County) е окръг в щата Кентъки, Съединени американски щати. Площта му е 1000 km², а населението - 33 337 души (2000). Административен център е град Шелбивил.